# Laysani réce
A laysani réce (Anas laysanensis) a madarak osztályának lúdalakúak (Anseriformes)  rendjébe és a récefélék (Anatidae) családjába tartozó faj.

## Rendszerezés
A régebbi rendszerezések a tőkés réce alfajaként sorolták be Anas platyrchynchos laysanensis néven.

## Előfordulása
A Hawaii-szigetekhez tartozó, nagyjából 350 hektáros Laysan szigeten honos. Egyike a sziget endemikus madárfajainak.

## Megjelenése
Viszonylag kis testű récefaj. Nagyon hasonlít a közeli rokon tőkés récére, de hiányoznak a hímről annak díszes színű fejtollai. Teste sötét gesztenyebarna, feje és nyaka szinte feketébe hajlóan sötétbarna. A két ivar közötti ivari dimorfizmus mértéke nagyon csekély (szemben a tőkés récével). A két ivar közötti különbség mindössze annyi, hogy a hímeknél csak a szem körüli részen láthatóak fehér színű tollak, szemben a tojóval, melynél az arc többi részén és a nyakon is előfordulhatnak. További elkülönítő bélyeg a lábak színe, mely a tojóknál a testszínnel megegyező barnás, a hímeknél viszont élénk narancssárga. Néhány hímnek nászidőszakban zöldes fényű fekete tollak nőnek a fején, de a többségnek nincs nászruhája, egész évben ugyanúgy néznek ki. Ez feltehetőleg azért alakult így, mert nem él más récefaj a szigeten, így nincs szükség megkülönböztető tollazatot ölteniük a hímeknek nász idejére sem.
|  |  |

## Életmódja
A récék többnyire a sziget brakkvízű területein (ahol keveredik a tengervíz az édesvízzel) fordulnak elő. Többnyire az esti és a reggeli órákban szoktak táplálék után kutatni. Tápláléka vízinövényekből, a sziget szárazföldi részén található növényekből áll, de előszeretettel vadászik szentjánosbogarakra is.
A faj viszonylag gyenge repülő, mivel a szigeten nem éltek emlős ragadozók, így ritkán kellett repülve menekülnie. De röpképességét nem vesztette el teljesen, mint az sok szigetlakó madárfajjal elő szokott fordulni.

## Szaporodása
A faj fészkét a sziget középső részén található sósvizű lagúna partján levő növényzet rejtekébe építi. Fészekalja 5-7 zöldes színű tojásból áll, melyeken a tojó 26 napig kotlik. Mint az az úszórécéknél általános, a faj nősténye is egyedül költi ki és neveli fel a fiókáit.

## Természetvédelmi helyzete
Noha 500-700 egyed körüli állományával a laysani réce ma is veszélyeztetett fajnak számít, populációjának története így is sikertörténetnek számít a természetvédelemben.
Korábban eléggé elterjedt faj volt a szigeten. 1890-ben a szigeten a nagyszámú tengeri madár által felhalmozott guanó kitermelésé céljából bányásztelep létesült. A bányászok egyik kedvelt elfoglaltsága volt a vadászat, melynek fő tárgya a laysani réce volt, mert húsával változatosabbá tehették étrendjüket. Ráadásul a bányákban dolgozó munkások élelmezése céljából nyulakat engedett szabadon a szigeten. Ezek természetes ragadozók híján erőteljesen elszaporodtak és letarolták a növényállományt, szinte teljesen tarra rágva a szigetet.
Mindezek következményeként 1912-re mindössze 12 egyed maradt életben a szigeten a fajból. Miután a sziget is része lett a Hawaii-szigeteki Madárrezervátumnak intenzív fajmentő munkába kezdtek a természetvédők. Először is kiirtották a nyulakat, majd miután a növényzet kezdett helyreállni és a szabadon élő madarak állományai növekedésnek indultak, fogságban nevelt egyedekkel erősítették meg  a populációt. A szigeten jelenleg élő 500-700 egyed valószínűleg az a maximális mennyiség amennyit a sziget el tud tartani.

## Tartása
A faj fogságban való tartása és tenyésztése az 1960'-as években kezdődött. Először a honolului állatkertben kezdődött el a tenyésztés, majd bekapcsolódott a brit Wildfowl Trust is. A laysani réce viszonylag könnyen tartható faj, kis méretű röpdékben és kis tavakon is tartható. A legfontosabb, hogy olyan helyen kell tartani, ahol véletlenül sem érintkezhet vadon élő tőkés récékkel, mert ezekkel minden gond nélkül képes kereszteződni, ami mindenképpen kerülendő.

## Fordítás
- Ez a szócikk részben vagy egészben  a   Laysanente című német Wikipédia-szócikk ezen változatának fordításán alapul.  Az eredeti cikk szerkesztőit annak laptörténete sorolja fel. Ez a jelzés csupán a megfogalmazás eredetét és a szerzői jogokat jelzi, nem szolgál a cikkben szereplő információk forrásmegjelöléseként.